# La Morera de Montsant

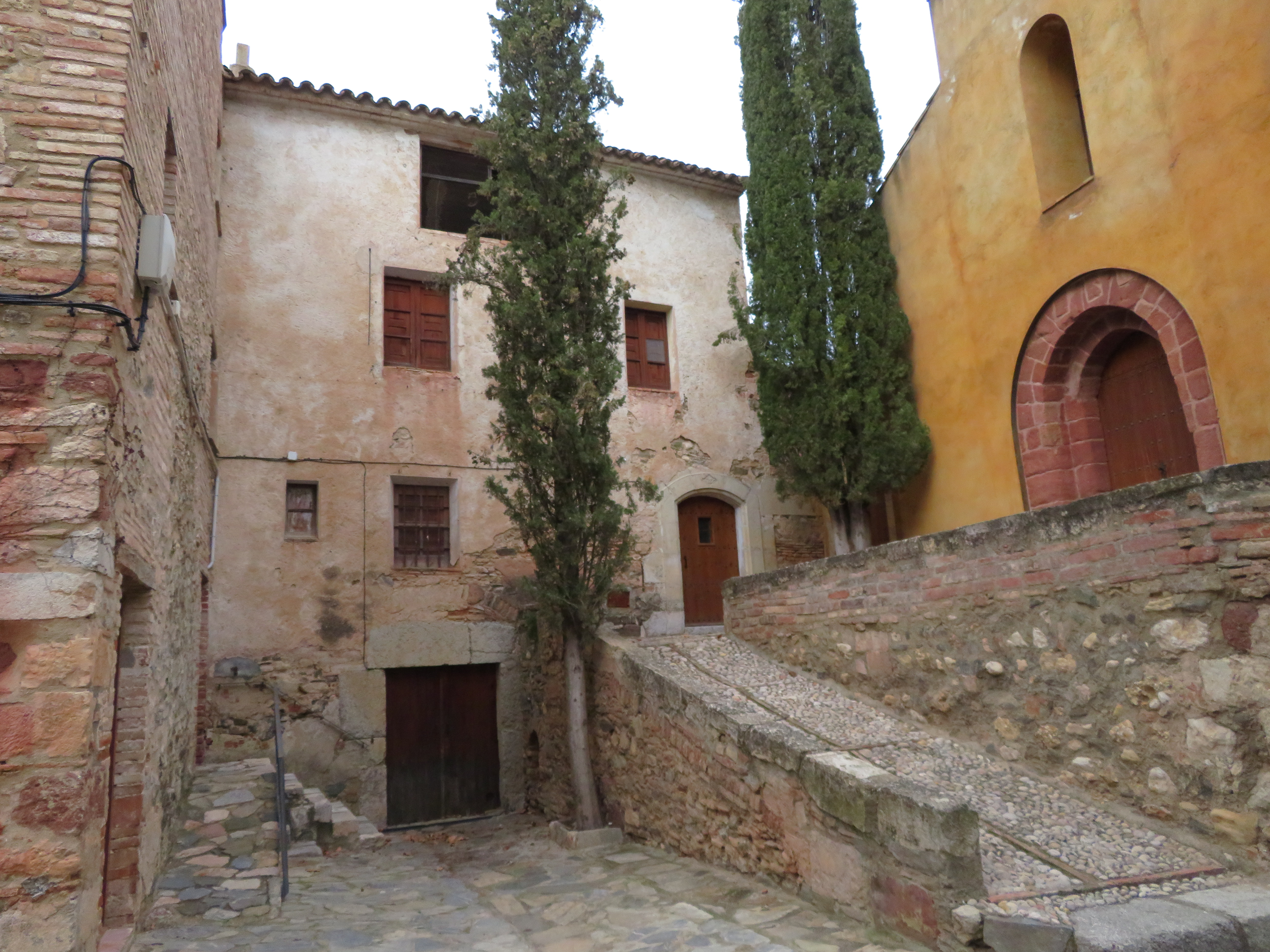
Thị trấn Scala Dei, La Morera de Montsant

La Morera de Montsant là một đô thị thuộc tỉnh Tarragona trong cộng đồng tự trị Catalonia, phía bắc Tây Ban Nha. Đô thị này có diện tích là ki-lô-mét vuông, dân số năm 2009 là người với mật độ người/km². Đô thị này có cự ly km so với Tarragona.

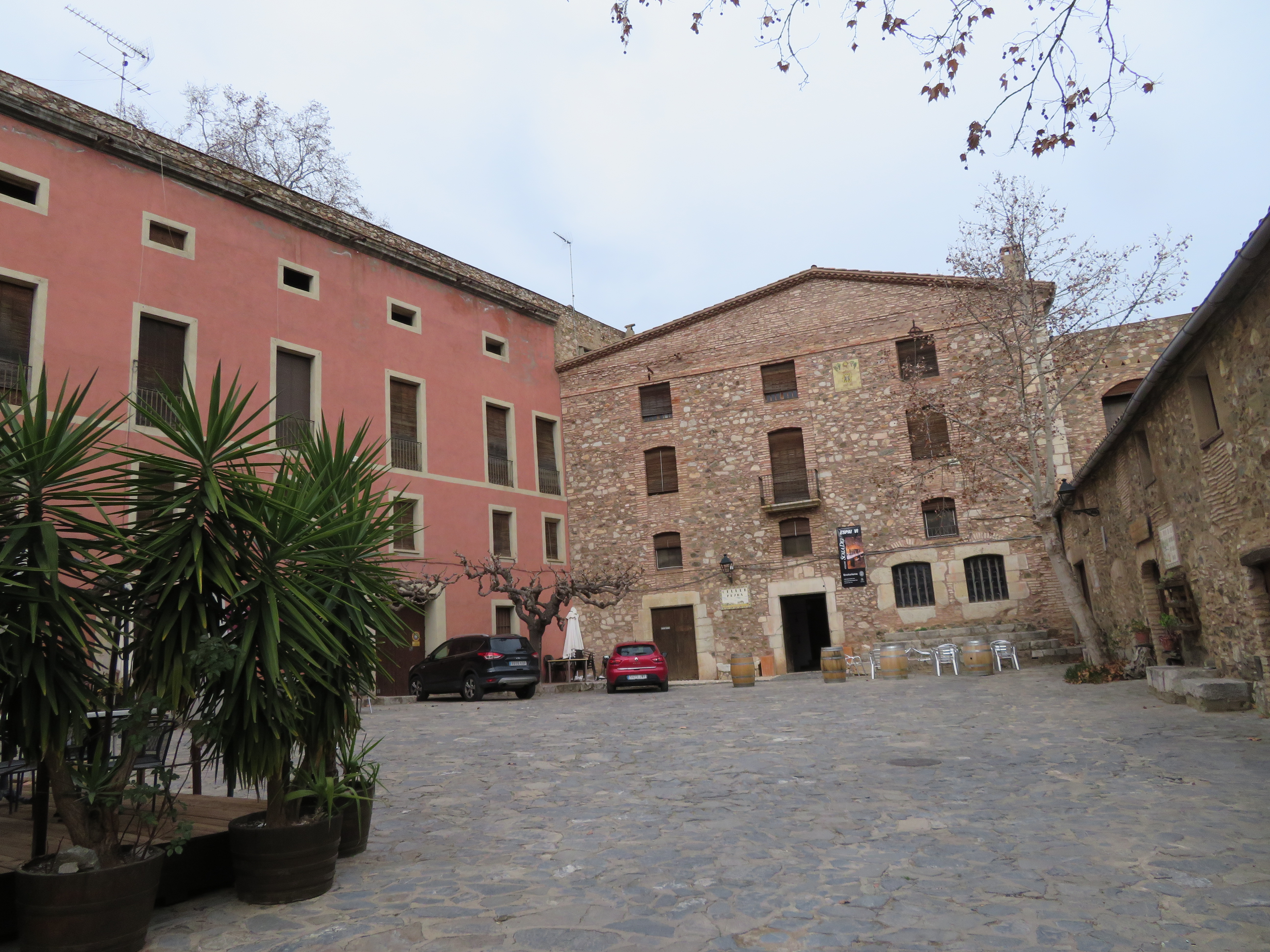
Escala Dei, La Morera de Montsant